# NGC 7138
NGC 7138 este o galaxie situată în constelația Pegas. A fost descoperită în 3 august 1864 de către Albert Marth. Se află la o distanță de 139,96 de megaparseci de Pământ.